# Bulbophyllum hystricinum
Bulbophyllum hystricinum är en orkidéart som beskrevs av Rudolf Schlechter. Bulbophyllum hystricinum ingår i släktet Bulbophyllum och familjen orkidéer. Inga underarter finns listade i Catalogue of Life.